# トラム・イズミル
トラム・イズミル（トルコ語: Tram İzmir）は、トルコの都市・イズミルの路面電車（ライトレール）。2017年から営業運転を開始しており、2024年現在は地下鉄（イズミル地下鉄）や通勤鉄道（イズバン）などの公共交通機関と共にイズミル都市圏自治体（İzmir Büyükşehir Belediyesi）が路線や施設を所有し、イズミル・メトロ（İzmir Metro A.Ş.）による運営が行われている。

## 概要
2000年代、イズミルでは公共交通機関の整備が進められており、特に鉄道については輸送力の高さが評価され、地下鉄や通勤鉄道などの建設・導入が積極的に行われていた。その中で、2009年にイズミル都市圏自治体によって発表された今後の交通計画の中に路面電車（ライトレール）の整備が盛り込まれ、本格的な検討が開始された。
当初は2011年までに計画路線のすべてが開通する計画だったが実際はそれ以降に建設が開始され、2017年4月11日に全長8.8 kmのカルシュヤカ線（Karşıyaka Tramvayı）ことT1号線、翌2018年7月2日に全長12.5 kmのコナック線（Konak Tramvayı）ことT2号線が開通した。これらの路線の開通によりイズミル市内の公共交通の利便性が向上しており、利用客数の合計は2018年11月の時点で2,100万人に達している。更に、2024年1月27日には、コナック線や「イズバン」と接続しカティプ・セレビ大学まで向かうチグリ線ことT3号線（Çiğli tramvayı）が営業運転を開始している。それを含め、2024年現在の系統は以下の通りである。
| 系統名                                        | 起点             | 終点             | 電停数 | 総延長 | 開通年 | 参考・備考         |
| --------------------------------------------- | ---------------- | ---------------- | ------ | ------ | ------ | ------------------ |
| T1号線（カルシュヤカ線） (Karşıyaka Tramvayı) | Alaybey          | Ataşehir         | 14箇所 | 8.8km  | 2017年 |                    |
| T2号線（コナック線） (Konak Tramvayı)         | Fahrettin Altay  | Halkapınar       | 19箇所 | 12.8km | 2018年 |                    |
| T3号線（チグリ線） (Çiğli tramvayı)           | Ataşehir Kavşağı | Ataşehir Kavşağı | 14箇所 | 12.0km | 2024年 | ラケット式環状系統 |

## 車両
トラム・イズミルの路線で使用されている車両は、韓国の現代ロテムが設計し、現代グループがトルコの現地企業と共に設立した合資企業のユーロテム（Eurotem）の工場で生産された5車体連接式の超低床電車（床上高さ350 mm）である。全長32 m、重量43.1 t、設計最高速度は70 km/h、最大定員は285人で、車体を始めとする多くの部品はトルコ国内で生産されたものが用いられており、車体の塗装や車内のデザインはイズミルの過去と未来の融合をテーマとしている。また、リチウムイオン充電池が搭載されており、架線がない区間や停電時でも最大50 kmまで走行可能である。2014年に製造契約が結ばれたのち、開通に向けて2015年から2017年にかけて製造が実施されており、2023年現在は38両が使用されている。

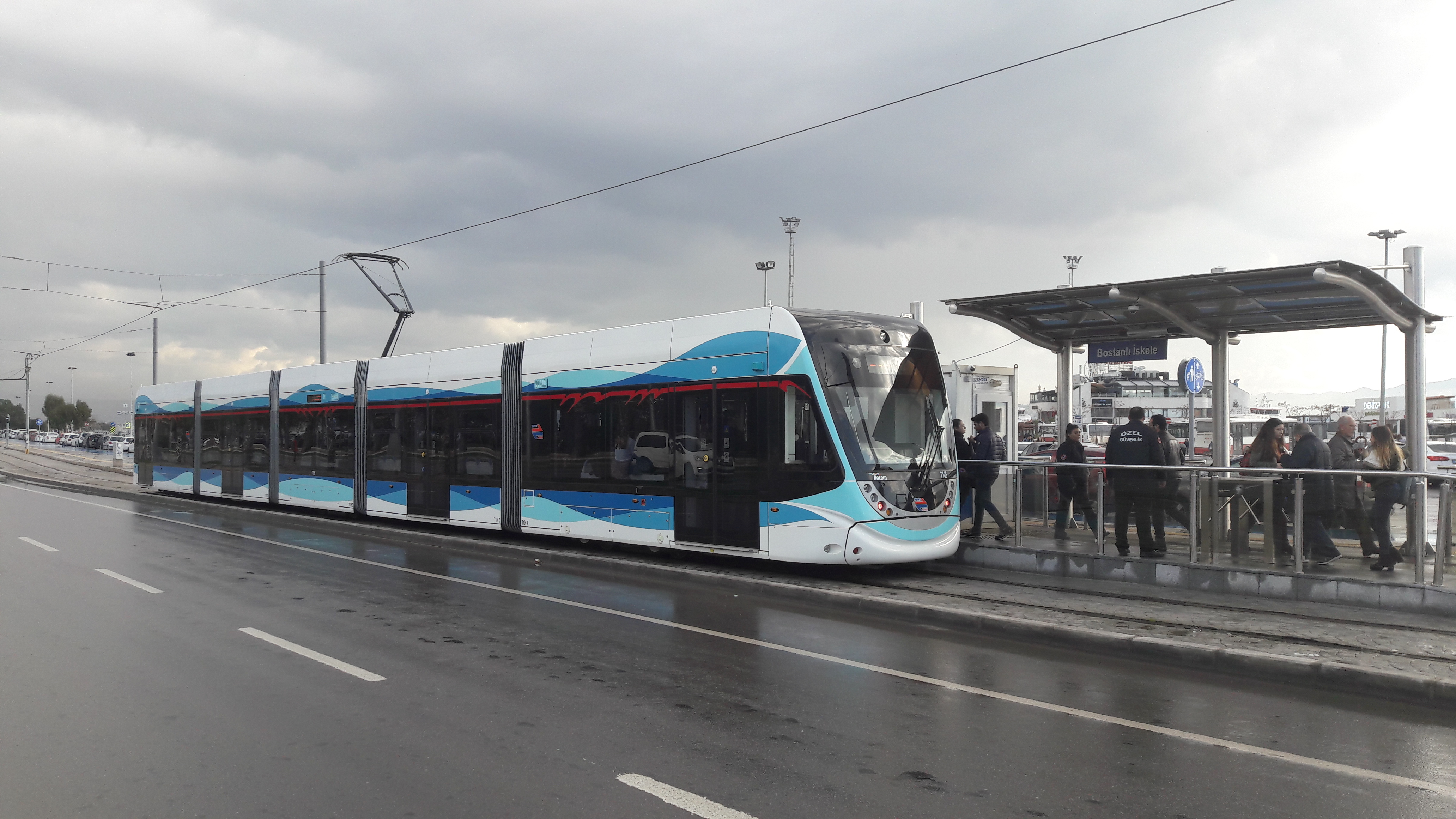
T1号線（カルシュヤカ線）の電車（2018年撮影）
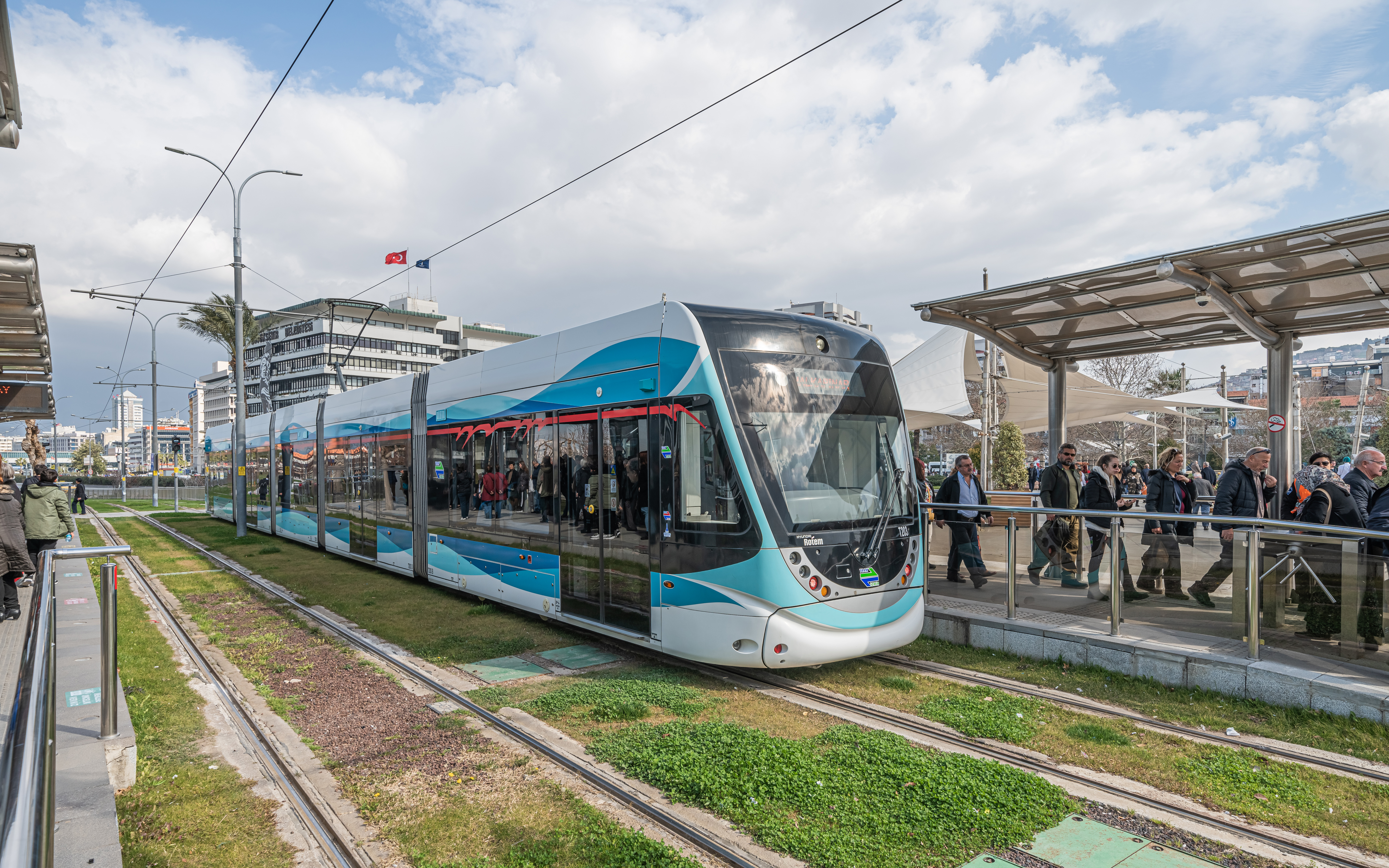
T2号線（コナック線）の電車（2020年撮影）

また、イズミル都市圏自治体では各路線の輸送力増強を目的とした合計26両の車両増備も計画しており、2024年に製造企業の入札が実施されている。これらの車両は全部品のうち60 %がトルコ製である事が義務付けられる。